# Flämingisch

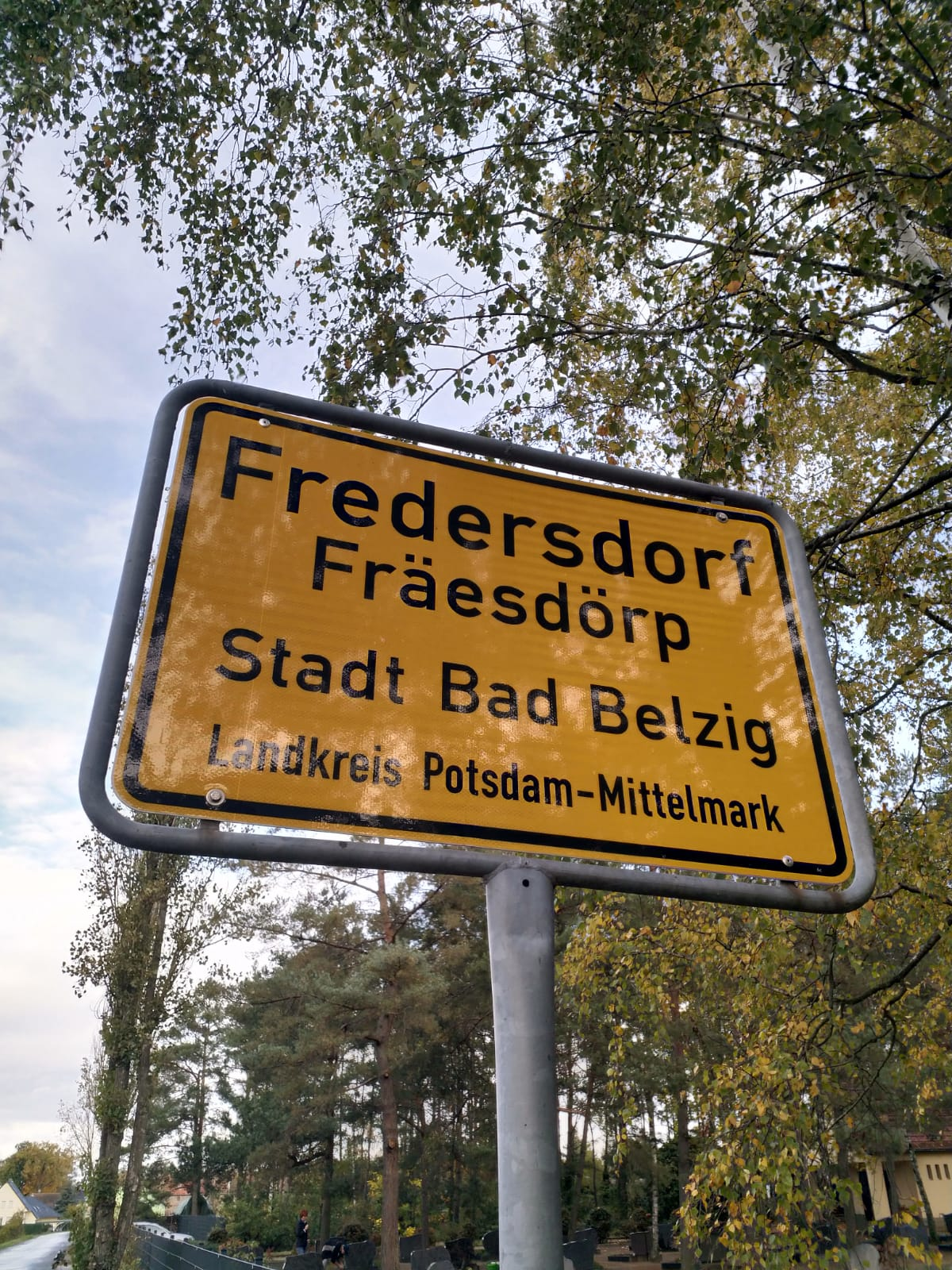
Zweisprachiges Ortseingangsschild von Fräesdörp (Bad Belzig)

Als Flämingisch oder Flämingplatt (auch Fläming-Platt, Flämingisch Platt u. ä.) werden die auf dem Fläming gesprochenen Varietäten des Mittelmärkischen bezeichnet. Diese Varietäten haben ihren ursprünglich niederdeutschen Charakter mehr oder weniger bewahrt und unterscheiden sich vom Standarddeutschen sowie dem in der Gegend dominierenden mitteldeutschen Regiolekt, d. h. Berlinisch.
Alle märkischen Dialekte sind vom Aussterben bedroht und werden, neben dem Fläming, heute nur noch in der Prignitz und in der Uckermark gesprochen.  Flämingisch hat sehr wenige Sprecher, und als Alltagssprache überwiegt bei den eingesessenen Flämingern heute die berlinische Umgangssprache.
Niederdeutsch zählt nicht zu den Dialekten des (Hoch-)Deutschen, sondern ist als Regionalsprache im Sinne der von Deutschland ratifizierten Europäischen Charta der Regional- oder Minderheitensprachen anerkannt. Als niederdeutsche Mundart genießt das Flämingische deshalb offiziellen Schutz in den Bundesländern Brandenburg und Sachsen-Anhalt.

## Name und Hintergrund
Der Name Flämingisch für die entsprechende Mundart des „Brandenburgischen“ wird bereits 1895 vom Germanisten Otto Bremer verwendet, später ebenso vom selben Autor in der 15. Auflage der Brockhaus Enzyklopädie. Hubert Grimme (1910) schreibt den Namen in der Form Flemmingisch. Das Linguasphere Register, ein in der internationalen Forschung zur Sprachklassifikation verwendetes Register aller bekannten Sprachen und Sprachgemeinschaften der Welt, listet ebenfalls den Namen Flämingisch. Auch der Heimatforscher Günter Koppehele verwendet diesen Namen im Titel seines 2012 erschienenen Wörterbuchs. Andere Heimatforscher, wie z. B. Karlheinz Niendorf in seinem Sprachvergleich mit Flämisch (2010), sowie lokale Initiativen und die Lokalpresse verwenden häufig Flämingplatt.
Der Fläming ist eine historisch gewachsene Kulturlandschaft entlang des gleichnamigen Höhenzugs im südwestlichen Brandenburg und in der nordöstlichen Anhalt nördlich von Wittenberg (etwa zwischen den Städten Bad Belzig, Luckenwalde, Jüterbog, Zerbst und Burg (bei Magdeburg)). Bis in die ersten Jahrhunderte unserer Zeitrechnung germanischsprachig, wurden weite Teile des heutigen Brandenburgs ab etwa dem 7. Jahrhundert von Slawen bewohnt, den sprachlichen Vorfahren der heutigen Sorben. Im Zuge der hochmittelalterlichen Ostsiedlung wurde die gesamte, jetzt Mark Brandenburg genannte Gegend zusätzlich von Kolonisten besiedelt, die Mittelniederdeutsch oder Mittelniederländisch sprachen und damit wieder germanische Sprachen in den Fläming brachten. Lange Zeit existierte jedoch parallel auch weiter das Westslawische, später Niedersorbische, in Teilen des Gebiets.
Der Name Fläming ist niederländischen Ursprungs und mit Vlamingen verwandt. In zeitgenössischen Urkunden finden die Kolonisten in der Mark Brandenburg als Flandrenses, Hollandenses und Flamingi ex Flandrensi provincia Erwähnung. Einschlägige Quellen aus den Niederlanden bzw. Flandern selbst fehlen. Hermann Teuchert untersuchte die Frage nach der Herkunft des Flämingschen 1944 sprachwissenschaftlich  und bestätigte weitgehend. Er beschrieb die märkischen Dialekte daher als „niederländische Sprachinsel“. Diese Position wird heute allerdings zumeist abgelehnt bzw. stark relativiert, insbesondere direkter niederländischer Einfluss auf die märkische Phonologie wird bezweifelt, Einflüsse im Bereich der Lexik sind jedoch unumstritten. Flämingisch, wie das Mittelmärkische als Ganzes, ist demnach sprachhistorisch ein niederdeutscher Dialekt mit niederländischen (und anderen) Einflüssen.
In seinem Werk Wanderungen durch die Mark Brandenburg machte Theodor Fontane in einer Fußnote im Kapitel zu Luckenwalde Luch im Wald einige Bemerkungen zur Sprache der Fläminger: „Wie sehr die Sprache des „hohen Vlämings“ von dem gewöhnlichen märkischen Platt abweicht, mag folgende vorzügliche Übersetzung aus dem Stabat mater zeigen. Es erscheint uns als ein Niederdeutsch, das zwischen „Holländisch“ und „Märkisch-Platt“ allenfalls die Mitte hält.“ Die erste Strophe in dieser Übersetzung des Stabat mater lautet:
By et Krüz met schreijende Ougen

Stund die Mueder diep bewoagen,

Doa de osan dorchnaegelt hing.
Un in ör verzuchend Härze,

Umgedreyt van Wei und smärte,

Een dörchborend Schlagswärt ging.

## Dokumentation, Beschreibung und Sprachpflege
Das Flämingische ist nicht nur ein bedrohter, sondern auch ein in der bisherigen Forschung wenig beachteter Dialekt. Heute gibt es in der Region wenige Wissenschaftler, die sich mit dem Thema beschäftigen. Es gibt aber mehrere Heimatforscher, die sich intensiv mit der Sammlung und Veröffentlichung von Materialien beschäftigen. Das 2010 veröffentlichte vergleichende Wörterbuch von Karlheinz Niendorf enthält eine kurze grammatische Übersicht der Sprache im Niederen Fläming. Ein weiteres aktuelles Ortswörterbuch, ebenfalls aus dem Niederen Fläming, wurde von Günter Koppehele 2012 veröffentlicht.
Eine fundierte Ortsgrammatik aus dem Fläming existiert nicht. Wissenschaftliche Übersichten und Beschreibungen des Mittelmärkischen, z. B. von Hermann Teuchert und Anneliese Bretschneider, nehmen einige allgemeine Beschreibungen zur Lexik, Lautlehre Phonologie, Formenlehre und Satzlehre des Flämingischen auf, wenn auch unvollständig und auf Sprachgeschichte fokussiert. Soziolinguistische und sprachsoziologische Untersuchungen von Elisabeth Berner und anderen Sprachwissenschaftlern an der Universität Potsdam beschreiben den aktuellen Sprachgebrauch in der Region, aber nur sehr wenige aktuelle Fallstudien widmen sich spezifisch den Mundarten im Fläming, darunter eine Masterarbeit (Freie Universität Berlin, 2013) und nachfolgende Veröffentlichungen des Linguisten Malte Battefeld, die Tonaufnahmen aus der Feldforschung im Niederen Fläming auswerten.
Die von Dialektologen in verschiedenen Dörfern des Flämings und zu verschiedenen Zeiten gesammelten Sprachdaten werden unter anderem durch das Archiv des Forschungszentrums Deutscher Sprachatlas (Marburg), das Archiv für gesprochenes Deutsch (Mannheim) und das Brandenburg-Berlinische Spracharchiv an der Universität Potsdam verfügbar gemacht. Letzteres bewahrt das vollständige Rohmaterial, das zur Erstellung des Brandenburg-Berlinischen Wörterbuchs zwischen 1950 und 1970 erhoben und ausgewertet wurde, darunter Tonaufnahmen, ausgefüllte Fragebögen und daraus entstandene Zettelarchive. Zwei lokale mittelmärkische Mundarten, aus Buko und Görsdorf, wurden 1937 im Lautdenkmal reichsdeutscher Mundarten dokumentiert. Die digitalisierten Audioaufnahmen der damals 46- bzw. 50-jährigen Sprecherinnen werden ebenfalls im Archiv beim Deutschen Sprachatlas vorgehalten.
Die umfangreiche Materialsammlung zur „Fläminger Mundart“ des Jüterboger Ortschronisten Otto Sernow (1889–1972) gilt als weitestgehend verschollen. Dialekttexte und manchmal auch kurze grammatische Aufzeichnungen finden sich in verschiedenen privaten und öffentlichen Archiven, Heimatjahrbüchern oder anderen populärwissenschaftlichen Veröffentlichungen, z. B. in John Shreves Buch über das Dorf Reetz im Hohen Fläming.
Mehrere lokale Projekte versuchen den flämingischen Dialekt zu dokumentieren und wiederzubeleben. Mit „Platt in Brannenborch“ koordiniert der Verein für Niederdeutsch im Land Brandenburg eine Plattform, innerhalb derer mehrere regionale Initiativen zur Sprachpflege kooperieren, darunter auch Vereine im Fläming. Als ein Resultat dieser Arbeit haben Heimat- und Dialektgruppen in jüngerer Zeit gesprochene Texte auf CD herausgegeben, z. B. in Belzig und Jüterbog.
Ein Interpret, der Lieder in Flämingplatt vorträgt, ist Ronald Heber. Der Musiker hat sich, in Zusammenarbeit mit dem Verein für Niederdeutsch im Land Brandenburg, auch mit der Dokumentation des Dialekts in Audioaufnahmen beschäftigt. Vereinzelt finden heute auch Gottesdienste auf Flämingisch statt.

## Hermann Boßdorf

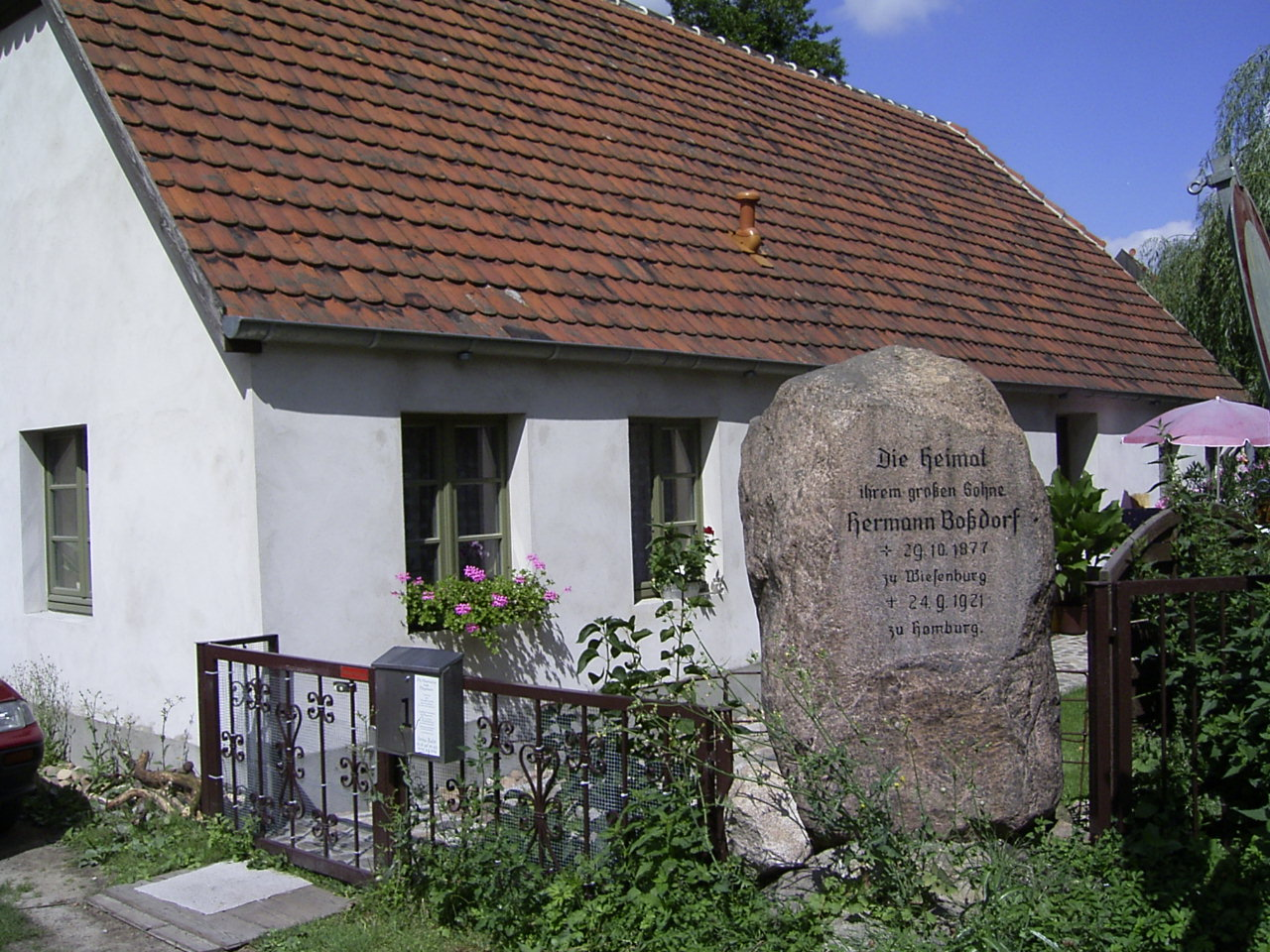
Geburtshaus von Hermann Boßdorf in Wiesenburg im Hohen Fläming.

Einer der bekanntesten Mundartschriftsteller und Mitbegründer des plattdeutschen Dramas ist Hermann Boßdorf (1877–1921), der in Hamburg wirkte und vor allem in der westniederdeutschen Mundart von Hamburg schrieb, aber bis zum achten Lebensjahr in Wiesenburg im Hohen Fläming aufgewachsen war und dort Flämingisch sprach.
All in min Flämingheemat

würd plattdütsch spraken
Boßdorf verwendet in mehreren seiner Texte einzelne Ausdrücke aus dem Flämingischen, hat ansonsten jedoch sehr wenig in seiner Heimatmundart geschrieben. Unter seinen Texten auf Flämingplatt sind der Aufsatz Plattdietsch up'n Fläming in der Zeitschrift De Eekbom (1918) sowie das Gedicht En flämingschen Bure, das die ursprünglich hochdeutsche Fassung des Aufsatzes in der Zeitschrift Niedersachsen (1915) ergänzt.

## Otto Bölke

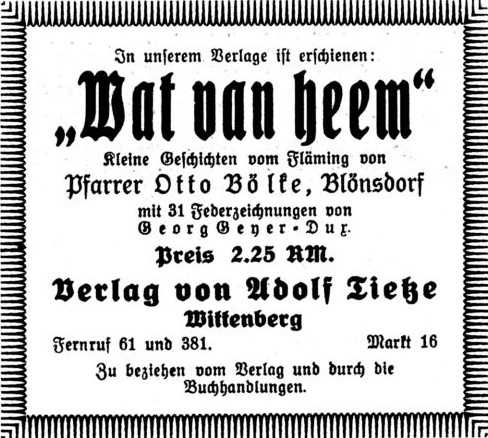
Verlagsreklame für Otto Bölkes Buch auf Flämingisch Wat van heem (1927)

Der „Flämingpastor“ und Heimatforscher Otto Bölke aus Blönsdorf im Niederen Fläming wurde in Berkau bei Wittenberg geboren und trat als Autor von Mundartliteratur in seiner flämingischen Muttersprache hervor. Als Kenner der lokalen Sprachverhältnisse wurde er auch von Sprachwissenschaftlern des Niederdeutschen konsultiert.